# أمين خير الله
أمين ظاهر خيرالله الشويري (؟ - 1948) أديب ومدرس وكاتب مسرحي لبناني.

## حياته وآثاره
هو «أمين بن ظاهر بن خير الله صليبا» ولد بالشوير وتعلم على أبيه، كما درس في مدرسة الشوير. عمل في التدريس كما عمل في الصحافة، وحرر جريدة لبنان لإبراهيم الأسود. ألف كتبا، منها الأزاهير المضمومة في الدين والحكومة و الأرض والسماء من نظمه، كلمة شاعر نظم، في وصف زلزال بأميركا سنة 1906 و دروس الحياة الإنسانية في مدرسة الله النباتية و نغمات الملائكة مجموعة أناشيد.